# Chaetostoma brevilabiatum
Chaetostoma brevilabiatum är en fiskart som beskrevs av Dahl 1942. Chaetostoma brevilabiatum ingår i släktet Chaetostoma och familjen Loricariidae. Inga underarter finns listade i Catalogue of Life.